# آخوندک‌مگسان
آخوندک‌مگسان (نام علمی: Mantispidae) نام یک تیره از راسته بال‌توری‌سانان است.